# Палестинська держава
Держа́ва Палести́на (араб. دولة فلسطين, англ. State of Palestine) — частково визнана держава на Близькому Сході, що перебуває у процесі створення.
Формування палестинської держави передбачається на території ексклаву Західного берега річки Йордан (або його частини, зокрема на території Східного Єрусалима) та напівексклаву Сектора Гази, оточеного морем і двома країнами — Ізраїлем та Єгиптом. Існують різні пропозиції щодо його створення у залежності від думки про палестинську державність, а також різні його визначення як території.
Проголошення Держави Палестина відбулося 15 листопада 1988 року в Алжирі на сесії Палестинської національної ради — вищого дорадчого органу Організації визволення Палестини (ОВП) — 253 голоси «за», 46 — «проти» і 10 осіб утрималися від голосування. При цьому, ОВП не контролювала тієї території, на яку претендувала.
1994 року, внаслідок Угод в Осло між Ізраїлем і ОВП від 13 вересня 1993 була створена Палестинська національна адміністрація (ПНА). Питання створення майбутньої держави Угодами не передбачалося; при цьому, «обидві сторони взяли на себе конкретне зобов'язання не приймати ніяких односторонніх дій щодо зміни статусу Західного берега річки Йордан та сектора Гази».
У країнах, що вже визнали Державу Палестина, дипломатичні представництва ОВП діють під вивіскою посольств Держави Палестина.
Фактично Держава Палестина на сьогодні не має єдиної території та реального суверенітету. Державні структури сформовані лише частково (наприклад, немає армії, хоча є численна поліція і при цьому активно діють всілякі парамілітарні організації, більшість із яких об'єднана у Палестинські національні сили безпеки). Значна частина території Західного берега річки Йордан контролюється ізраїльською армією, a Східний Єрусалим Ізраїль вважає своєю територією. Ізраїль контролює також практично всі межі Палестинських територій, за винятком Сектора Гази, звідки він добровільно пішов, ліквідувавши всі єврейські поселення у Газі, та кордон Сектору з Єгиптом. Після численних спроб контрабанди зброї у Газу морським шляхом під виглядом «гуманітарної допомоги», Ізраїль також блокує і морське узбережжя Гази. Палестинські території, попри існування палестинського управління на них, все одно розглядаються ООН як окуповані Ізраїлем. Представники ОВП називають Палестину «країною під ізраїльською окупацією». Сектор Гази і Західний берег річки Йордан являють собою напівексклав та ексклав, розділені територією Ізраїлю: перший контролюється прихильниками Хамас, визнаного у ряді країн терористичною організацією, а другий — прихильниками ФАТХ, організацією, яка формує основу ОВП. Організації перебувають у стані конфлікту між собою. У кожному ексклаві утворено свій уряд.
29 листопада 2012 року за підсумками голосування в Генеральної Асамблеї ООН (138 голосів «за», 9 — «проти», 41 країна утрималася) «надала Палестині статус держави-спостерігача при Організації Об'єднаних Націй, яка не є її членом, без шкоди для набутих прав, привілеїв і ролі Організації Визволення Палестини в Організації Об'єднаних Націй як представника палестинського народу згідно із відповідними резолюціями та практиці».
5 січня 2013 року було видано указ Махмуда Аббаса, щоб надалі замість назви «Палестинська національна адміністрація» використовувати в офіційних цілях виключно назву «Держава Палестина». Ізраїль, США, Норвегія та деякі інші країни це рішення не визнали.
22 травня 2024 року, уряди Норвегії, Іспанії та Ірландії визнали Палестину державою.

## Географія

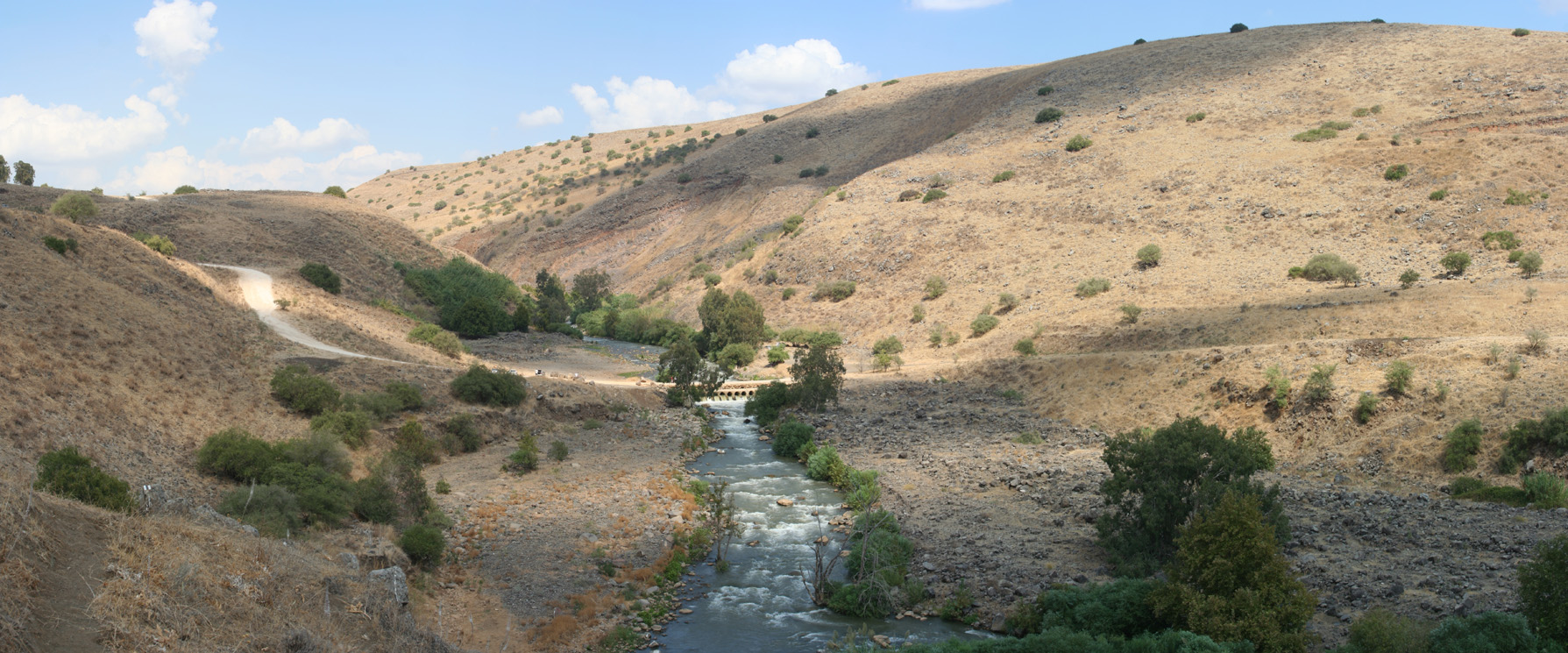
Річка Йордан

Палестина історично поділяється на чотири географічні області: Прибережна (до Середземного моря) рівнина, Галілея (північна частина), Самарія (центральна частина, на північ від Єрусалима) та Юдея (південна частина, разом з Єрусалимом). Цими географічними назвами оперує, зокрема, Біблія.
У наш час територію Самарії та Юдеї в україномовних джерелах прийнято називати «Західний берег річки Йордан».
Галілея, Самарія та Юдея складаються з ряду гірських груп, долин та пустель. Гори на півдні — Юдейське плато, в середині — Самарійські гори (Гризин, Гевал), далі Фавор (562 м над рівнем моря), Малий Гермон (515 м), Кармель (551 м), на півночі Гермон (2814 м). У глибоких западинах (значно нижче рівня моря) розташовані Тиверіадське озеро (212 м нижче рівня моря), Мертве море (найглибша западина на земній кулі, на 400 м нижче рівня моря).
Наразі Палестина розділена на дві частини — Західний берег річки Йордан та Сектор Газа.

## Історія
При розпаді Османської імперії після Першої світової війни європейські держави-переможці розділили багато з її складових областей в політичні одиниці — згідно з мандатами Ліги Націй — для їхніх власних цілей, а також згідно з угодами, які були досягнуті з іншими зацікавленими сторонами. На Близькому Сході Сирія (включаючи Османський автономний християнський Ліван та навколишні території, які стали Ліванською Республікою) перейшла під французький контроль, у той час як Месопотамія, і Палестина (включаючи Трансйорданію) були передані Англії.
Більшість цих територій досягла незалежності протягом наступних трьох десятиліть без великих труднощів, хоча у невеликій кількості режимів, колоніальна спадщина продовжувалась наданням виняткових прав на продаж і видобуток нафти й збереженням збройних сил, щоб захистити їх. Однак випадок Палестини залишався проблематичним.

Після війни виникли два нові рухи, засновані на Європейському націоналізмі: Арабський націоналізм, базований на культурній спільності всіх арабських народів, і Панарабізм, який закликає до створення об'єднаної держави для всіх арабів.

### Британський мандат

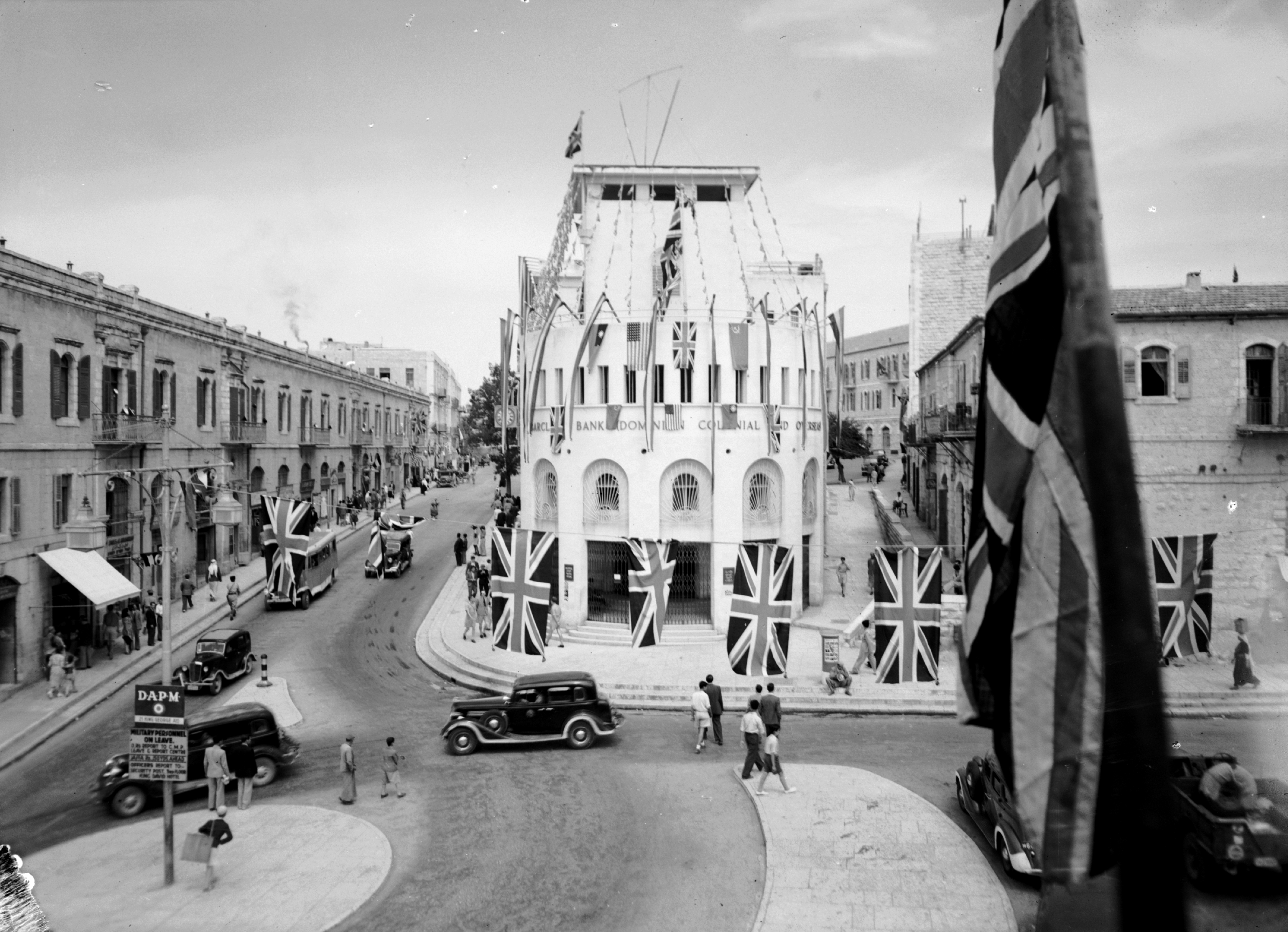
Єрусалим у 1945, святкування Дня Перемоги

Мапа Британського мандату

За результатами Першої світової війни на Конференції в Сан-Ремо (1920) було ухвалено рішення про встановлення на території Палестини, яка до війни входила до складу Османської імперії, режиму керування Великої Британії за мандатом Ліги Націй. Крім території сучасного Ізраїлю до складу Мандату входили території сучасних Йорданії, Юдеї та Самарії (Західного берега річки Йордан) та Сектора Гази. Однією з цілей мандата було «встановлення в країні політичних, адміністративних та економічних умов для безпечного утворення єврейського національного дому».
На початку 1920-х років у рамках цього мандата Великою Британією було створено залежне від неї князівство Трансйорданія, що отримало близько 3/4 від території підмандатної Палестини. При цьому, з мандатної угоди були виключені пункти, які дозволяли євреям селитися на території князівства. 25 травня 1946 року воно отримало незалежність.
За 25 років британського керування територія, що лишилася частиною Палестини, її населення різко зросло: з 750 тисяч осіб за переписом 1922 року, до близько 1 млн 850 тисяч осіб станом на кінець 1946 року (приріст — майже 250 відсотків). При цьому, чисельність єврейського населення зросла з 84 тисяч 1922 року до 608 тисяч 1946 року (приріст — майже 725 відсотків). Значна частина цього приросту припадає на народжених у Палестині, проте лише легальна імміграція дала приріст у 376 тисяч осіб, а число нелегальних іммігрантів оцінюється ще у 65 тисяч осіб, що загалом становить 440 тисяч осіб. Приблизно 70-75 % єврейського населення проживало у таких містах, як Єрусалим, Яффа, Тель-Авів, Хайфа і у їх передмістях. Після закінчення Другої світової війни єврейське населення Палестини становило 33 % порівняно з 11 % 1922 року.
Зростання кількості єврейського населення підмандатної Палестини супроводжувався активною протидією палестинських арабів, що включало терористичні напади та погроми, внаслідок чого мандатна влада обмежувала імміграцію євреїв до Палестини. Таким чином, Велика Британія виявилася залученою до арабо-єврейського конфлікту, і 1947 року її уряд заявив про своє бажання відмовитися від мандату, аргументуючи це тим, що воно не здатне знайти рішення, прийнятне для арабів та євреїв.

### План ООН 1947 року

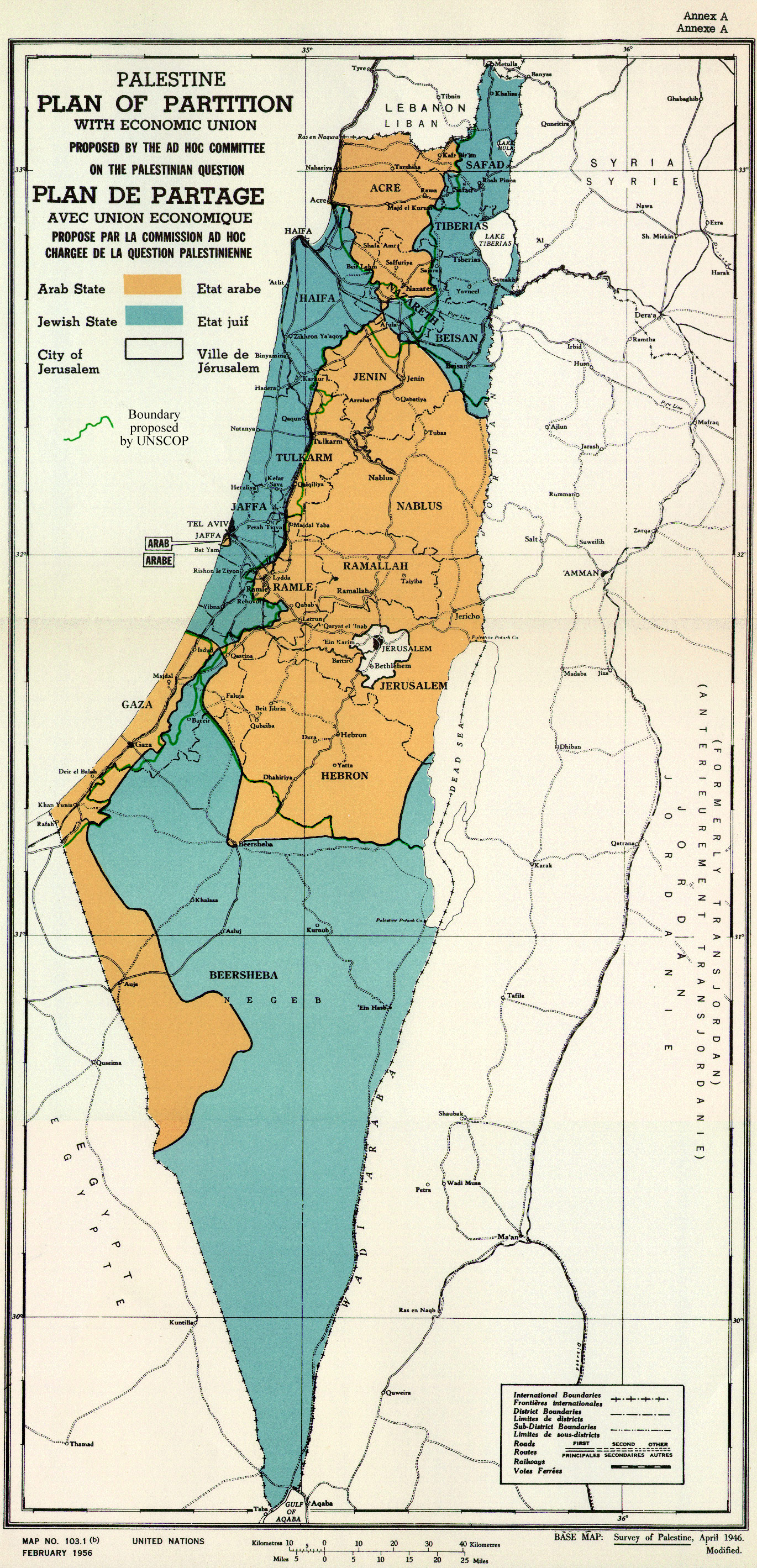
План ООН з розділу Палестини

Створена незадовго до того Організація Об'єднаних Націй на Другій сесії своєї Генеральної Асамблеї 29 листопада 1947 року прийняла Резолюцію № 181 про план розділу Палестини на арабську та єврейську держави з наданням особливого статусу району Єрусалиму під керуванням ООН. На відміну від керівництва єврейського ішува, який прийняв резолюцію, Верховний арабський комітет Палестини та Ліга арабських держав (ЛАД) у цілому, її відкинули.

### Арабо-ізраїльська війна 1948—1949років
14 травня 1948 року, у день закінчення Мандата було проголошено створення Держави Ізраїль, а 15 травня почалося вторгнення в Ізраїль регулярних частин армій п'яти країн ЛАД з метою знищення нової єврейської держави і, згідно із декларацією ЛАД при вторгненні, для захисту арабського населення та створення у Палестині «єдиного (арабського) державного утворення», «де всі жителі будуть рівні перед законом».
Внаслідок цієї війни арабської держави створено не було, Ізраїль збільшив територію, заплановану під створення єврейської держави, Єрусалим був розділений між Трансйорданією та Ізраїлем, Сектор Газа і весь Західний берег річки Йордан перейшли під контроль відповідно Єгипту та Трансйорданії.
У вересні 1948 року Лігою арабських держав у Газі було створено Всепалестинський уряд у вигнанні. При цьому, у грудні того ж року на Єрихонській конференції король Трансйорданії Абдулла ібн Хуссейн був проголошений «королем арабської Палестини». На конференції, яка закликала об'єднати арабську Палестину та Трансйорданію, Абдалла оголосив про свій намір анексувати Західний берег річки Йордан. Незважаючи на заперечення інших членів ЛАД, 1950 року Абдалла в односторонньому порядку анексував Західний берег річки Йордан, включаючи Східний Єрусалим, після чого Трансйорданія була перейменована у Йорданію.
Суперечності між Йорданією, Єгиптом та іншими членами ЛАД призвели до того, що питання про створення арабської держави у Палестині практично було знято з порядку денного, а більша частина території, виділена ООН під її створення, була розділена між Йорданією та Єгиптом аж до їх поразки у Шестиденній війні (1967), коли вона перейшла під контроль Ізраїлю.
«Всепалестинський уряд» у Газі було розпущено Насером 1959 року після об'єднання Єгипту та Сирії.

### Шестиденна війна
6 червня 1967 року ЦАХАЛ розгромила єгипетські війська, що утримували сектор Газа, і змусила їх відступити вглиб Синайського півострова. 
 7 червня йорданські війська були відкинуті Ізраїлем за річку Йордан. 

### Подальші події
Створена 1964 року «Організація звільнення Палестини» (ОВП) та її союзники не визнавали держави Ізраїль і вели проти неї терористичну війну. Арабські країни, котрі прийняли у серпні 1967 року на арабському саміті у Хартумі рішення, яке було названо «трьома „НІ“»: немає миру з Ізраїлем, немає визнання Ізраїлю і ні переговорам з ним, підтримували ОВП.

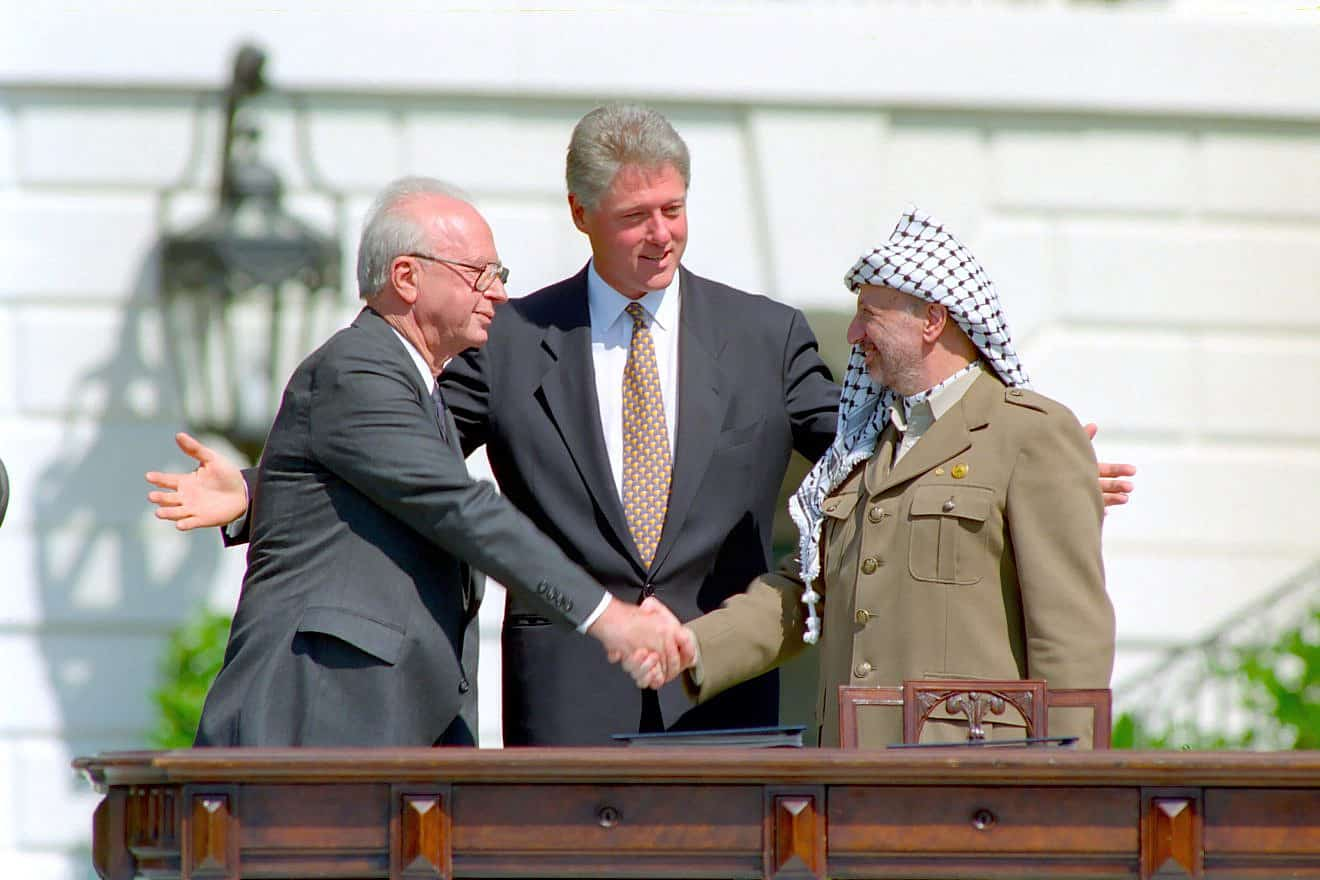
Білл Клінтон, Іцхак Рабин та Ясір Арафат у 1993

Програмний документ ОВП — Палестинська хартія, схвалена у Каїрі 1968 року, передбачала ліквідацію Ізраїлю, усунення сіоністської присутності у Палестині, і розглядала її як «неподільне регіональне утворення у межах Британського мандату». Військово-політичні організації, що входили до складу ОВП, відповідальні за вбивство багатьох ізраїльтян та громадян інших держав, і були визнані низкою країн терористичними. Сама вона також вважалася такою до 1988 року.
30 березня 1989 року на 20-й сесії Палестинської національної ради у Тунісі було затверджено рішення про обрання Ясіра Арафата президентом Держави Палестина. Ситуація почала змінюватися наприкінці 1980-х — початку 1990-х років після укладення мирного договору між Ізраїлем та Єгиптом та відповідних переговорів між Ізраїлем та Йорданією.
13 вересня 1993 року голова ОВП Ясір Арафат та прем'єр-міністр Ізраїлю Іцхак Рабин після тривалих переговорів підписали у Вашингтоні «Декларацію принципів про тимчасові заходи по самоврядуванню» (так зване «угода Осло-1»), за умовами якого ОВП визнала право Ізраїлю на мир і безпеку і відмовлялося від тероризму та інших видів насильства, а Ізраїль дав згоду на створення «Палестинської національної адміністрації» (ПНА) на частині територій, що перебували під його контролем. Угода передбачала перехідний період, що не перевищує 5 років, протягом якого повинна була бути досягнута домовленість про остаточне врегулювання конфлікту. Відлік перехідного періоду розпочався з Каїрської Декларації «Газа-Єрихон» від 4 травня 1994. На 20-й сесії Центральної ради Палестини, що проходила у Тунісі 10—12 жовтня 1993, було дано доручення виконкому ОВП сформувати Раду Палестинської національної адміністрації на перехідний період, а Ясір Арафат був обраний президентом ПНА.
28 вересня 1995 у Вашингтоні було укладено Тимчасову угоду між ОВП та Ізраїлем з приводу Західного берега річки Йордан та сектора Гази («Осло-2»), що передбачала, зокрема, обрання Палестинської законодавчої ради у складі 82 осіб на п'ятирічний перехідний період. 4 вересня 1999 у єгипетському місті Шарм-ель-Шейх Егуд Барак і Ясір Арафат підписали Меморандум, який передбачав досягнення домовленості про остаточний статус спірних територій до вересня 2000 року.
У грудні 2001 року Уряд Ізраїлю оголосив адміністрацію ПНА, очолювану Я. Арафатом, «організацією, що підтримує тероризм». Військові підрозділи при очолюваному Арафатом русі ФАТХ, включаючи «Підрозділ 17» і «Танзім» було оголошено «терористичними організаціями» та цілями для військових акцій. Хвиля терору в 2001—2002 призвела до проведення операції «Захисна стіна», під час якої була зачищена інфраструктура терору на території ПНА на Західному березі річки Йордан. Документи, захоплені під час операції, свідчили про те, що «… Палестинська автономія на чолі з Арафатом забезпечувала підтримку і була активним учасником терору. Арафат і його близьке оточення прямо відповідають за вбивство мирних жителів Ізраїлю». Подальші спроби проведення переговорів, як правило, перемежовувалися черговим посиленням терактів проти ізраїльтян. У результаті, 2005 року А. Шарон ухвалив рішення про відмову двосторонніх переговорів і про одностороннє виведення ізраїльських військ та ліквідації поселень у секторі Газа. Ухвалення рішення Кнесетом і його реалізація призвели до практичного розколу у правлячій партії Лікуд та протестом значної частини ізраїльського суспільства, яке вважало, що воно призведе до посилення терору.
Зрештою, відхід з Гази у значній мірі призвів до зростання популярності руху Хамас: коли у лютому 2006 року в ПНА пройшли вибори до Палестинської законодавчої ради, воно отримало 73 з 133 місць. Через місяць уряд, сформований ХАМАСом, на чолі з Ісмаїлом Ханія було приведено до присяги. У тому ж місяці на запрошення російського президента Володимира Путіна делегація Хамас на чолі з Халедом Машалем відвідала Москву, що багатьма було розцінено як крок по шляху визнання організації, визнаної у ряді інших країн терористичною. Один із міністрів уряду Ехуда Ольмерта назвав запрошення Росією делегації ХАМАС «ударом ножем у спину Ізраїлю». «Крім того, ізраїльтяни оприлюднили дані про зв'язки ХАМАСу та чеченських бойовиків».
У 2007–2008 роках уряд Ізраїлю, вже під керівництвом Егуда Ольмерта, під час активних переговорів з адміністрацією М. Аббаса, знову запропонував ПНА значні поступки, «фактично передбачаючи відступ Ізраїлю до кордонів 1967-го року», у тому числі, «довгий кордон з Йорданією по річці Йордан та вихід до Мертвого моря» й обмін територіями. Як стало відомо у 2009–2011 роках, за планом визначення спільних кордонів, ПНА «мало відійти 93 відсотки території Західного берега річки Йордан та частина ізраїльської землі, що прилягає до сектора Газа. Крім того, палестинцям пропонувалося дозволити безперешкодно переміщатися між сектором Газа і Західним берегом. Натомість Ізраїль вимагав повну демілітаризацію Палестинської автономії». Керівництво ПНА ці пропозиції не прийняло, а ХАМАС відповів посиленням ракетних обстрілів території Ізраїлю, що призвели до проведення операції Литий свинець.
Незважаючи на те, що в промові в університеті Бар Ілан 14 червня 2009 Біньямін Нетаніягу «знову підтвердив прихильність Ізраїлю рішенням конфлікту на базі двох держав», а 25 листопада 2009 уряд Ізраїлю оголосив односторонній мораторій на будівництво на територіях строком на 10 місяців, керівництво ПНА практично відмовилося від продовження прямих переговорів між сторонами, зробивши ставку на односторонні кроки з метою досягнути визнання Держави Палестина (або підвищення статусу ПНА — див. розділ «Міжнародне визнання») без будь-яких поступок зі свого боку. МЗС Ізраїлю також відзначає, що замість боротьби з терором, керівництво ПНА прославляє терористів і веде антиізраїльську пропаганду на міжнародній арені.
Згідно з опитуванням, проведеним 2011 року Палестинським інститутом громадської думки, кількість жителів Західного берега річки Йордан, які вважають, що «ведення перемовин прийнятніше одностороннього звернення до ООН», становила 60 %, проти 35 %, які дотримувалися протилежної думки.
Керівництво Ізраїлю і ряд інших джерел вважають таке рішення керівництва ПНА прямим порушенням «Угоди в Осло», внаслідок яких була створена сама ПНА, і згідно з якими питання про незалежність нової держави «повинно вирішуватися виключно на мирних переговорах між офіційними представниками двох народів», і пояснюють його прагненням М. Аббаса поліпшити хитке становище на внутрішньополітичній арені, де ФАТХ значно програє ХАМАСу.
26 серпня 2019 року Держдепартамент США виключив Палестину зі списку країн і територій. Прессекретар голови Палестинської адміністрації Набіль Абу Рудейна розкритикував це рішення.

## Адміністративний поділ

Рівні автономії Західного берегу річки Йордан відповідно до угод в Осло

Після підписання 4 травня 1994 року в Каїрі палестино-ізраїльської угоди про часткову палестинську автономію в складі Ізраїлю Держава Палестина розділена на 16 провінцій (араб. محافظة— мухафазат): 11 на Західному березі річки Йордан і 5 в Секторі Гази. Західний берег річки Йордан згідно тимчасової угоди Осло-2 від 24 (28) вересня 1995 року поділено за ступенем автономії на зони A, B і C. Після часткової деокупації (2005) та громадянської війни в Палестині (2007) територія Сектору Гази, де-факто, знаходиться під управлінням сунітської ісламістської політичної та військової організації Хамас.

### Західний берег
|       | Провінція (мухафаза) | Населення, осіб | Площа, км2 | Адмінцентр, місто |
| ----- | -------------------- | --------------- | ---------- | ----------------- |
| 1     | Джанін               | 256 212         | 583        | Джанін            |
| 2     | Тулькарм             | 158 213         | 239        | Тулькарм          |
| 3     | Наблус               | 321 493         | 592        | Наблус            |
| 4     | Тубас                | 48 771          | 372        | Тубас             |
| 5     | Калькілія            | 91 046          | 164        | Калькілія         |
| 6     | Сальфіт              | 59 464          | 191        | Сальфіт           |
| 7     | Рамалла та ель-Біра  | 278 018         | 844        | Рамалла           |
| 8     | Єрихон               | 41 724          | 608        | Єрихон            |
| 9     | Єрусалим             | 362 521         | 344        | Єрусалим          |
| 10    | Вифлеєм              | 176 515         | 644        | Вифлеєм           |
| 11    | Хеврон               | 551 129         | 1060       | Хеврон            |
| Разом | Разом                | 2 345 107       | 5671       |                   |

### Сектор Гази
|       | Провінція (мухафаза) | Населення, осіб | Площа, км² | Адмінцентр, місто |
| ----- | -------------------- | --------------- | ---------- | ----------------- |
| 12    | Північна Газа        | 270 245         | 61         | Джабалія          |
| 13    | Газа                 | 496 410         | 70         | Газа              |
| 14    | Дейр ель-Балах       | 205 534         | 56         | Дейр ель-Балах    |
| 15    | Хан-Юніс             | 270 979         | 108        | Хан-Юніс          |
| 16    | Рафах                | 173 371         | 65         | Рафах             |
| Разом | Разом                | 1 416 539       | 360        |                   |

## Міжнародний статус
15 грудня 1988 року Генеральна Асамблея ООН у своїх резолюціях 43/176 і 43/177, «враховуючи триваючу з 9 грудня 1988 року» палестинську інтифаду та підтвердивши резолюцію 181 (II) від 1947 року про розділ Палестини на дві держави та резолюцію Радбезу ООН 242 1967 року, взяла до відома заяву Виконкому ОВП від 13 грудня 1988 року про проголошення Держави Палестина Національною Радою Палестини, і постановила надалі іменувати делегацію ОВП, що має в ООН статус спостерігача, делегацією «Палестини» «без шкоди для статусу спостерігача та функцій ОВП у системі ООН».
Для повноправного членства в ООН як держави, Палестина повинна пройти процедуру схвалення свого міжнародно-правового визнання — набрати 129 голосів (від 193 держав-членів ООН) тобто, 2/3 голосів, а рішення Генасамблеї приймається за рекомендацією Ради Безпеки ООН.
Ця процедура передбачає прийняття Радою безпеки спеціальної декларації, після чого та передається на розгляд Генеральної Асамблеї, де приймається або відхиляється простою більшістю голосів.
У вересні 2015 року 119 голосами «За» було прийнято резолюцію, яка дозволила Палестині підняти свій прапор у штаб-квартирі ООН на рівні з державами-членами.

### Процес визнання незалежності
У березні 2002 року Рада Безпеки ООН, посилаючись на свої попередні резолюції, зокрема на резолюції № 242 1967 року та № 338 (1973 року), підтвердила новою резолюцією 1397 (2002), що ООН прагне до створення у регіоні Палестина двох держав, Ізраїль та Палестина, які б жили пліч-о-пліч у межах безпечних та визнаних кордонів. Слід зазначити, що проєкт цієї резолюції було представлено делегацією США, а постійний представник Ізраїлю при ООН Єгуда Ланкрі висловив задоволення у зв'язку з прийняттям Радою цієї резолюції, особливо відзначивши, що «резолюція жорстко відкидає тероризм та обумовлює необхідність якнайшвидшого встановлення обома сторонами режиму припинення вогню».
У вересні 2010 року, виступаючи на саміті ООН, президент США Б. Обама заявив, якщо вдасться вирішити арабо-ізраїльський конфлікт, «незалежна палестинська держава увійде до складу ООН».
У зв'язку з передбачуваним наміром керівництва ПНА звернутися у вересні 2011 року до ООН з проханням про одностороннє визнання Держави Палестина, десятки ізраїльських юристів закликали Генерального секретаря ООН відхилити її, оскільки таке «визнання повністю йде врозріз як з угодами, підписаними досі між ОВП та Ізраїлем, а також представниками ООН, США, ЄС, Росії, Норвегії, Йорданії та Єгипту, так і з резолюціями 242 (1967) і 338 (1973), прийнятими Радою Безпеки ООН».
23 вересня 2011 року лідер ПНА Махмуд Абас передав генсекретарю ООН Пан Гі Муну офіційну заявку на вступ Держави Палестина в ООН як повноправного члена. Рада Безпеки ООН таке рішення не підтримала, і у вересні 2012 р. керівництво ПНА звернулося до Генеральної Асамблеї ООН з проханням про визнання ПНА «державою-спостерігачем».
29 листопада 2012 року за підсумками голосування у Генеральної Асамблеї ООН (138 голосів «За», 9 — «проти», 41 країна утрималася) «надала Палестині статус держави-спостерігача при Організації Об'єднаних Націй, яка не є її членом, без шкоди для набутих прав, привілеїв і ролі Організації звільнення Палестина в Організації Об'єднаних Націй як представника палестинського народу згідно із відповідними резолюціями та практиці».
Керівники провідних політичних партій Ізраїлю засудили зміст промови М. Аббаса на ГА ООН, назвавши її:
- «обурливою та такою, що спотворює історію» (лідер опозиції Шелі Яхимович),
- «виступ, повний наклеп, лише підтверджує той факт, що поки Абу Мазен стоїть на чолі палестинців, він не принесе своєму народу ніякого прогресу, а використовуватиме його для задоволення особистих інтересів. Абу Мазен накличе на палестинців лише зайві страждання, віддаливши можливість мирного врегулювання» (Міністр закордонних справ Авігдор Ліберман).

Канцелярія прем'єр-міністра Ізраїлю заявила, що «йдеться про безглузді кроки, які не потягнуть за собою ніяких змін».
Раніше прем'єр-міністр Ізраїлю Б. Нетаніягу заявив, що
Палестинську державу не буде створено без визнання палестинцями права Ізраїлю на існування, як єврейської держави, вона не буде створено без отримання Ізраїлем гарантій завершення конфлікту, і її не буде створено без забезпечення повної безпеки нашої країни.
Ряд експертів також вважають, що дане рішення ГА ООН не буде сприяти реальному перетворенню ПНА у державу. Про це ж раніше попереджали керівництво ПНА залучені нею ж експерти у своїй доповіді. Цю доповідь було підготовано під час подачі ПНА прохання про надання їй статусу держави — повноцінного члена ООН у вересні 2011 року: «одностороннє проголошення незалежності через звернення до ООН у вересні швидше нашкодить палестинцям », та інші фахівці.
15 грудня 2011 року незалежність Держави Палестина визнала Ісландія, ставши фактично першою країною Західної Європи, яка зробила такий політичний крок. В 2014 році уряд Швеції першим у Євросоюзі визнав суверенітет Палестини, а парламенти Великої Британії та Франції прийняли резолюції про визнання незалежності Палестини, проте уряди цих країн не проголосували на підтримку незалежності. У серпні 2018 року Колумбія визнала Палестину незалежною державою.
Останнью допоки державою, що визнала суверенітет Палестини, став Сент-Кіттс і Невіс у липні 2019 року.
Станом на 1 січня 2021 року суверенінет Палестини визнали 139 зі 194 незалежних країн світу, зокрема, Ватикан.

## Влада
15 січня 2021 року президент Палестинської автономії Махмуд Аббас підписав декрет про призначення парламентських та президентських виборів у 2021 році. Президентські вибори заплановано на 31 липня, а парламентські — на 22 травня. До парламенту мають бути обрані 120 депутатів.
Однак, вибори не відбулись оскільки Ізраїль не надав гарантій з приводу голосування в Єрусалимі, східна частина якого де-юре вважається територією Палестини, але де-факто контролюється державою Ізраїль.

## Кордони

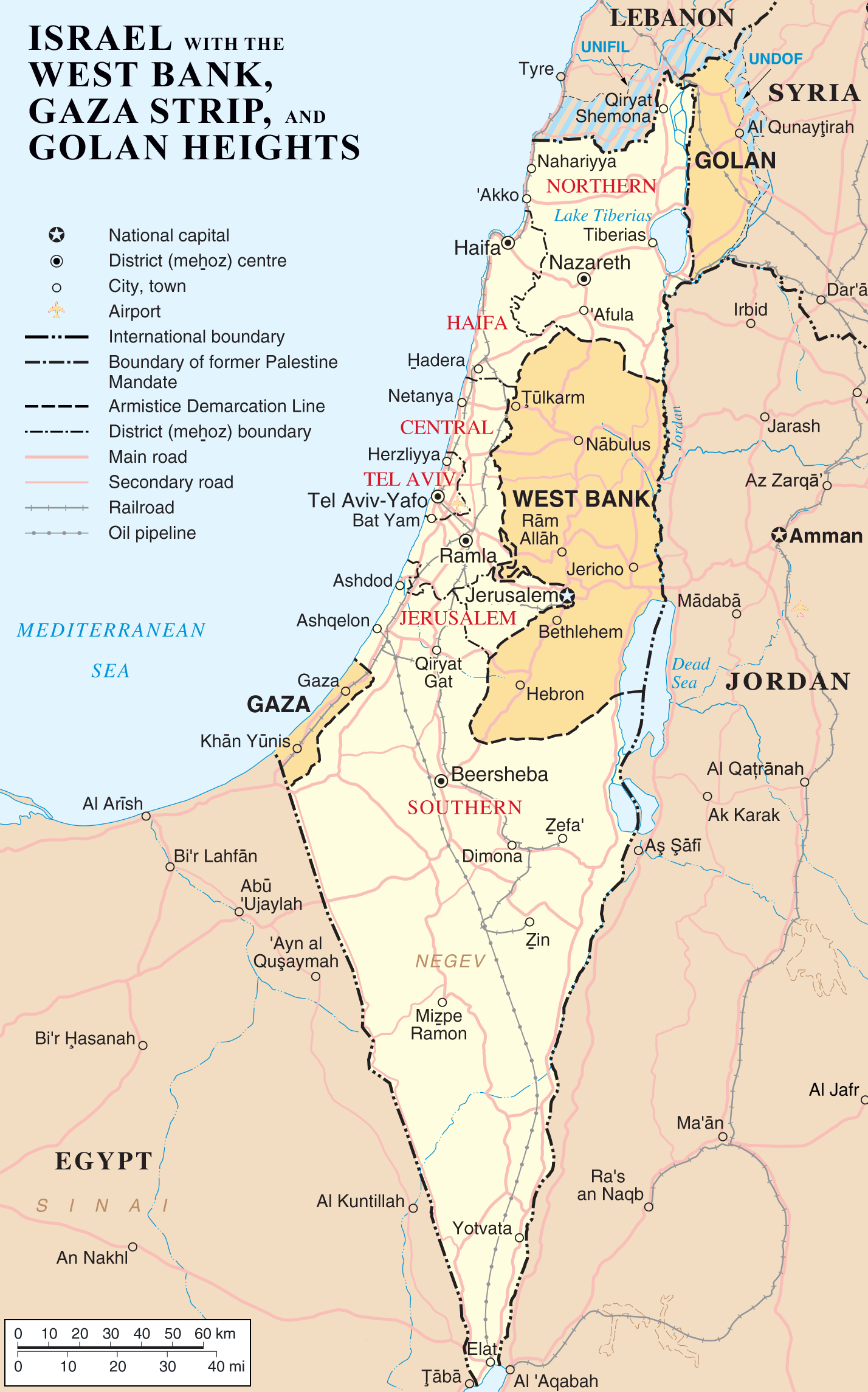
Січень 2004

Згідно з резолюції 181 Генеральної асамблеї ООН від 29 листопада 1947 року про розділ британської мандатної території, Палестина на її території заплановано створення двох незалежні держави — єврейської (Держава Ізраїль) та арабської, а також Великий Єрусалим — території, підконтрольної ООН. Кожна з держав повинна складатися з трьох територій, що межують одна з одною лише кутами.
Араби відмовилися прийняти план ООН і не визнали факт самопроголошення єврейської держави. 15 травня 1948 року армії шести арабських країн: Лівану, Сирії, Саудівської Аравії, Трансйорданії, Іраку та Єгипту вторглися на територію, відведену ООН майбутній єврейській державі, з півночі, сходу та півдня. Унаслідок Арабо-ізраїльської війни 1948 року близько половини територій, виділених під арабську державу, а також Західний Єрусалим виявилися під контролем держави Ізраїль. Решта арабської території, а також Східний Єрусалим, опинилися під контролем Йорданії та Єгипту, і залишалися під їх керуванням до Шестиденної війни 1967 року, внаслідок якої Ізраїль захопив ці території Палестини.
До початку 1980-х років арабські держави (за винятком Єгипту) не визнавали права держави Ізраїль на існування та підтримували претензії палестинців на територію Ізраїлю. Наприкінці 1980-х років «Організація звільнення Палестини» (ОВП) визнала де-факто арабо-ізраїльські кордон станом на 4 червня 1967 року. Це визнання зробило можливим укладення 1993 року Угод в Осло між Ізраїлем і ОВП і створення Палестинської національної адміністрації (ПНА).
Попри це, після перемоги на парламентських виборах у ПНА у січні 2006 року руху «Хамас», він досі відкидає право Ізраїлю на існування. Останнім часомколи саме? з'явилися повідомлення про те, що деякі представники ХАМАСу, все ж, вважають за можливе говорити про ймовірність тривалого перемир'я у разі відходу Ізраїлю до кордонів 1967 року, звільнення Ізраїлем всіх палестинських в'язнів (котрі відбувають терміни за терористичну діяльність та кримінальні злочини), і надання можливості біженцям повернутися на свої землі. Подібної думки дотримуються і деякі представники ФАТХ.
Зокрема, тимчасовий повірений у справах Держави Палестина у Росії Фаєд Мустафа (представник партії ФАТХ, яка програла на парламентських виборах у Палестинської автономії 2006 року, але утримує контроль над Західним берегом річки Йордан) стверджує:
Це стосується статусу Єрусалиму, де позиція Палестини збігається з точкою зору міжнародного співтовариства: Східний Єрусалим стає столицею Палестини, Західний — столицею Ізраїлю. Це стосується повернення біженців. Є відповідна резолюція Генасамблеї ООН 194 від Фотозвіт 1947 року, ми згодні з нею. Ізраїлю залишається лише виконати її — і питання буде вирішене. Якщо говорити коротко, то все залежить від волі Ізраїлю — якщо Ізраїль припинить окупацію, вирішить цю головну проблему, думаю, всі питання одразу вирішаться.

## Населення
Релігія палестинців (2014)
Згідно з переписом населення, що проводився у грудні 2017 року, у Палестинській державі мешкає 4 705 855 осіб (2 394 359 чоловіків та 2 311 496 жінок). Очікувана тривалість життя — 74,62 роки.
| Рік  | Чисельність населення | Річні зміни у % | Річні зміни | Мігранти | Середній вік | Рівень народжуваності | Щільність (осіб/ км²) | Відсоток міського населення | Міське населення | Частка держави у світі за населенням | Населення світу | Палестинська держава у глобальному рейтингу |
| 2020 | 5 101 414             | 2,41 %          | 114 450     | -10 563  | 20,8         | 3,67                  | 847                   | 80,00 %                     | 4 083 476        | 0,07 %                               | 7 794 798 739   | 121                                         |
| 2025 | 5 718 414             | 2,31 %          | 123 400     | -5       | 21,9         | 3,67                  | 950                   | 82,30 %                     | 4 707 958        | 0,07 %                               | 8 184 437 460   | 118                                         |
| 2030 | 6 341 728             | 2,09 %          | 124 663     | -5       | 23,1         | 3,67                  | 1 053                 | 84,70 %                     | 5 371 488        | 0,07 %                               | 8 548 487 400   | 116                                         |
| 2035 | 6 971 088             | 1,91 %          | 125 872     | -5       | 24,5         | 3,67                  | 1 158                 | 87,10 %                     | 6 068 757        | 0,08 %                               | 8 887 524 213   | 114                                         |
| 2040 | 7 599 231             | 1,74 %          | 125 629     | -5       | 26,1         | 3,67                  | 1 262                 | 89,40 %                     | 6 792 784        | 0,08 %                               | 9 198 847 240   | 112                                         |
| 2045 | 8 217 273             | 1,58 %          | 123 608     | -5 001   | 27,6         | 3,67                  | 1 365                 | 91,70 %                     | 7 537 555        | 0,09 %                               | 9 481 803 274   | 111                                         |
| 2050 | 8 815 774             | 1,42 %          | 119 700     |          | 29,1         | 3,67                  | 1 464                 | 94,10 %                     | 8 292 644        | 0,09 %                               | 9 735 033 990   | 107                                         |

## Культура

### Музика
Дослідники вже встановили внутрішню спорідненість музичних культур різних давньосхідних цивілізацій (Єгипет, Китай, Індія, Палестина). Специфіка музичної культури країн Стародавнього Сходу може бути позначена наступними параметрами:
- синкретизм, тобто нерозривний зв'язок музики з поезією, а часто і з танцем;
- космологічна концепція музики (зв'язок музики з космосом);
- панування вокального типу експресії, як найбільш природного способу комунікації з Універсумом;
- пріоритет монодії (одноголосний);
- багатий музичний інструментарій (кіннор (ліра), невел (арфа), хацоцра (срібна труба), шофар (баранячий ріг), халіл (сопілка)[102].

### Кухня
Національними палестинськими стравами є: арабський салат, бабагануш, бісара, кабса, кіббех, кузі, макдус, сфіха, фатаєр, фініковий мед, хумус, Ширак та інші.

### ЗМІ
В сучасній Палестині видаються наступні газети:
- Al Ayyam (الأيام);
- Al Bawaba Palestine;
- Alhayat Aljadeeda (الحياة الجديدة);
- Almanar (المنار);
- Al Quds Daily (القدس);
- Al Sabah (الصباح);
- Al Sennara (الصنارة);
- Donia-AlWatan (دنيا الوطن);
- Felesteen (فلسطين);
- Palestine Chronicle;
- The palestine Times;
- Wafa (وكالة الأنباء الفلسطينية — وفا).

### Національні свята
Національним святом Палестинської держави є День Незалежності — 15 листопада.

### Туризм
З кожним роком Палестина стає більш популярним і задіяним напрямком для туристів, в тому числі з України, адже Палестина є прекрасним місцем для туризму, а не тільки паломництва. Коли згадується Палестина, мається на увазі Вифлеєм — місце, де народився Ісус Христос, Єрусалим — там, де він був розп'ятий і Єрихон — найстаріше місто в світі. Палестина невелика за своєю площею, але має великий потенціал для розвитку туризму. Тобто, туристична пропозиція Палестини пов'язана не тільки з паломництвом до Святої Землі, є й інші численні заходи, пов'язані з історичними та культурними цінностями людства.

## Спорт
Палестина вперше взяла участь в літніх Олімпійських іграх, які відбулися в 1996 році в Атланті й з того часу палестинські спортсмени виступали на всіх літніх Олімпіадах.
Збірна Палестини з футболу — представляє Палестину на міжнародних футбольних змаганнях. Футбольна федерація Палестини, яка контролює команду, з 1998 року увійшла до складу ФІФА та АФК. Збірна Палестини з футболу двічі брала участь в турнірі Кубок Азії з футболу.